# Schillerstraße 10 (Görlitz)

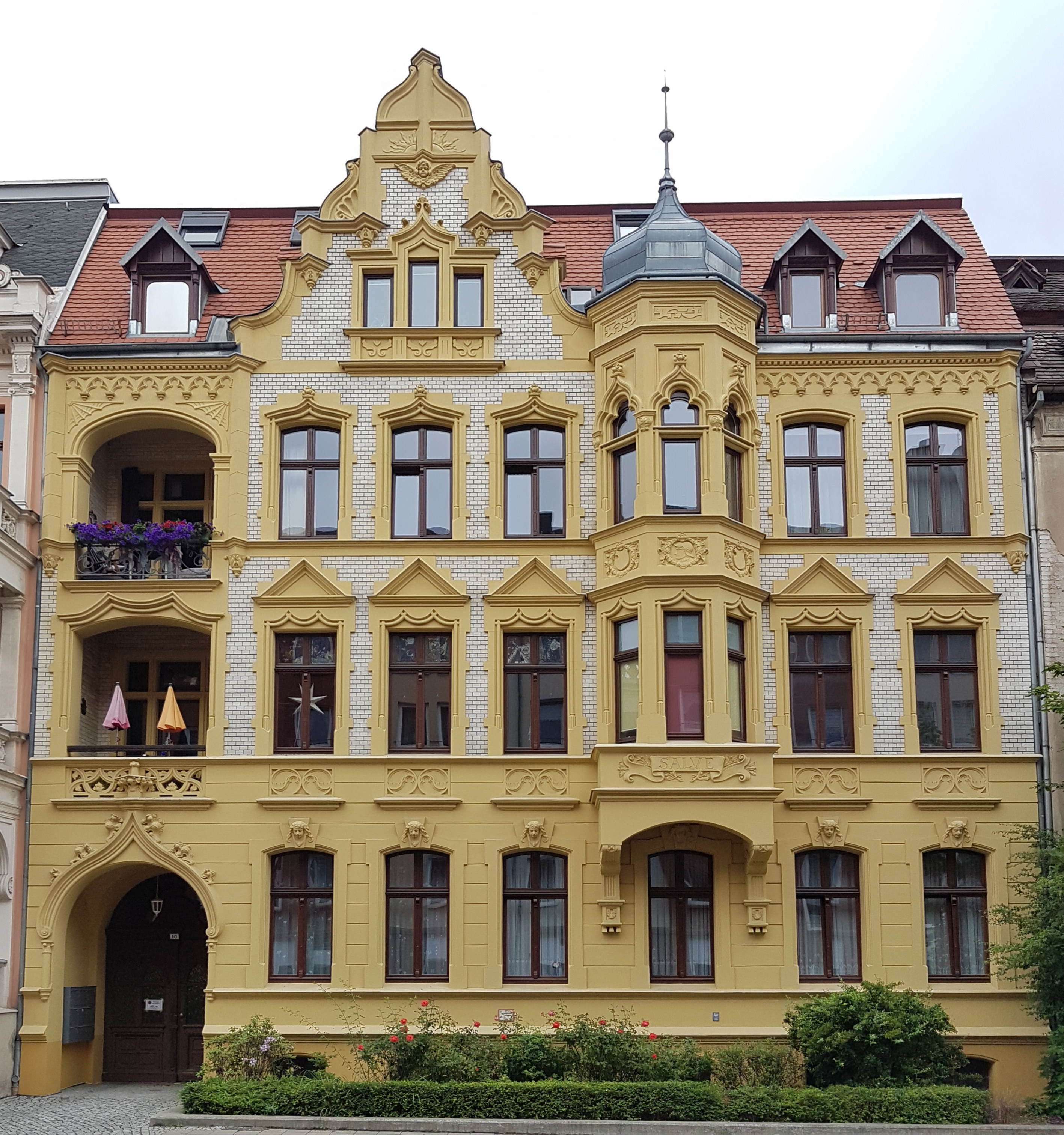
Schillerstraße 10 in Görlitz

Das Mietshaus Schillerstraße 10 ist ein geschütztes Kulturdenkmal im Südosten des Görlitzer Gründerzeit-Stadtteils Innenstadt, wenige hundert Meter vom Grenzfluss Neiße entfernt. Errichtet wurde der Neurenaissancebau mit Vorgarten  im Jahr 1898. Das Gebäude zeigt eine repräsentative und baukünstlerisch qualitätvolle Fassade, in der nachgotische und Frührenaissance-Elemente fast stilrein vereint sind. Baugeschichtlich und straßenbildprägend ist das Kulturdenkmal von Bedeutung. Das Bauwerk ist in der Denkmalschutzliste des Landesamtes für Denkmalschutz in Sachsen unter der Nummer 09280853 erfasst.

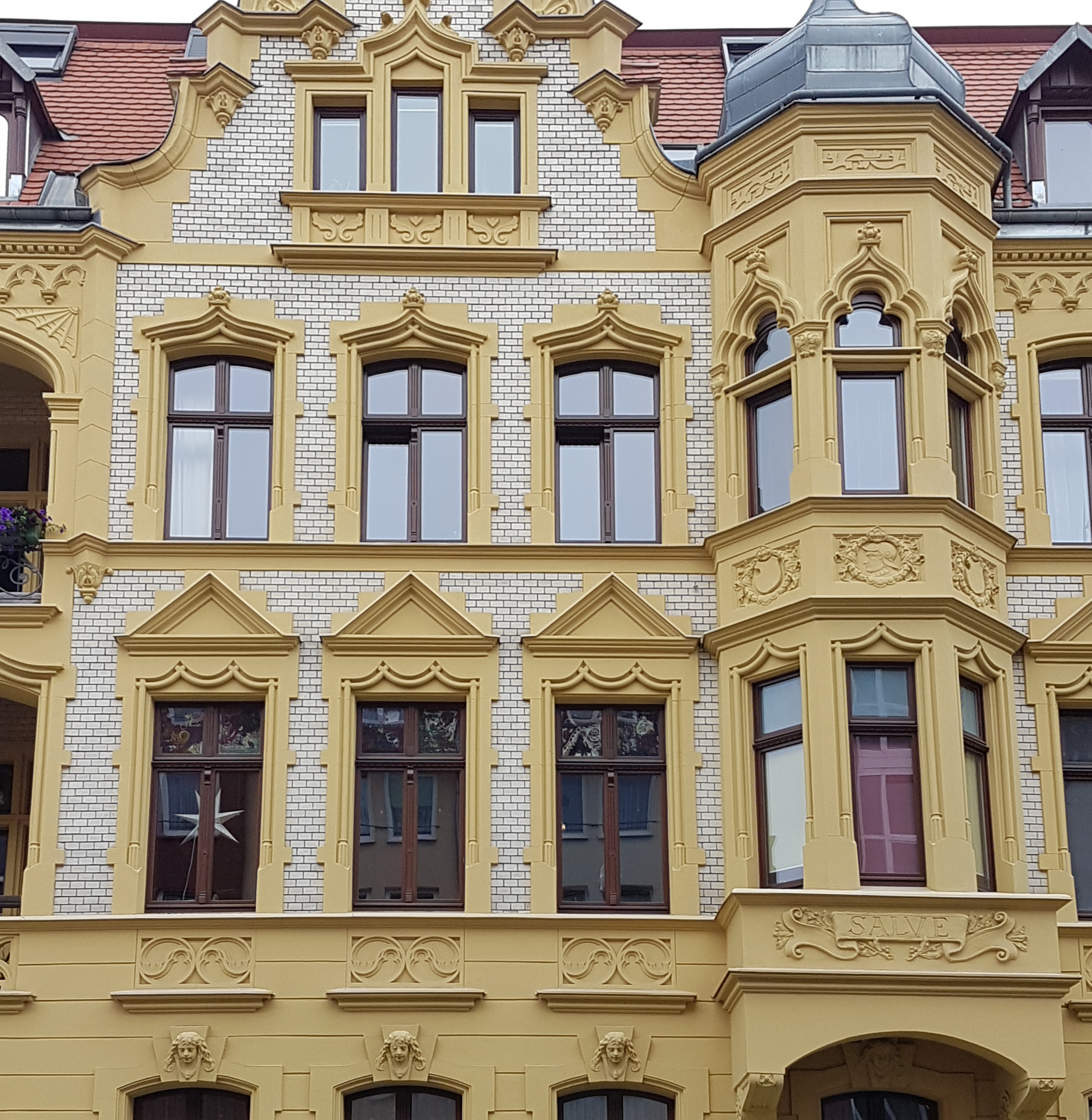
Fassadendetail

 Das ockergelbe Bauwerk ist in den Obergeschossen durch weiße Ziegel verblendet. Über dem mit einem Kielbogen verziertem Eingang befinden sich Loggien, rechts neben der Giebelpartie ein oktogonaler Erker, der das erste und zweite Obergeschoss betont und von einem rechteckigen Balkon auf Konsolen abgefangen wird. Putzprofile zieren die Hofdurchfahrt, weiters schmückt ein aufwändiges Gitter das Hausinnere. Reste geätzter und bemalter Scheiben sind an den hofseitigen Treppenhausfenstern erhalten.